# 菅原白龍
菅原 白龍（すがわら はくりゅう、天保4年11月13日（1833年12月23日） - 明治31年（1898年）5月24日）は明治時代に活躍した日本画家。

## 略歴
天保4年（1833年）11月13日に出羽国置賜郡白龍時庭村（現・山形県長井市時庭）において菅原道栄（号・源龍斎）の長男として生まれた。本名は源暁。明治15年（1882年）から道雄の名を、明治17年（1884年）から白龍の号を本名とした。大岳、泰嶽、梵林、日本橋隠士、爽気龍人、五石十水楼、和楽斎など20を超える号をもつ。家は代々続いた真言宗の修験で、地元の諏訪神社に仕えていた。また、村に学校を開き子供たちに漢籍、手習いなどを教えていたので、白龍も父から書、習字などを学んだ。天授の画才があった白龍は天保13年（1842年）9歳のころから独学で『北斎漫画』を学び、また儒学や詩文は米沢藩儒者山田蠖堂の教えを受け、11歳で初めて長沼月峰、渡部玄渓という画の師について南宗画を学んだ。白龍は少年のころから江戸留学を志したが、父の許可が得られず、嘉永2年（1849年）16歳で故郷を出奔、江戸へ向かう。最初に佐藤竹皐に師事、松前藩の熊坂適山（蠣崎波響弟子）に入門した。2年後、適山塾を辞すと西国へ遊歴、月峰の子・永安と同行し京都で画業修行する。安政2年（1855年）江戸に一度戻り、帰郷。翌年、家督を継ぎ、名を智源、号も梵林または白龍と改める。
安政4年（1857年）早春再び江戸へ出て、さらに越後国を周遊し富取芳斎の知遇を得て、その人柄に心酔、3年余り寄宿した。しかし、何れの師からも画技を習熟したというわけでなく、明清の名蹟を模して自ら学ぶ独学で、自然を忠実に観照して南画形式から離れ率直な表現を志向した。文久2年（1862年）に再び江戸に出るが、この時に詩人の大沼枕山、福島柳圃に教えを乞うた。また、蕃書調所に出仕、西洋画を研究していた川上冬崖とも親しく交友しており、このころから白龍は洋画の研究を始めたと思われる。画道を志してから20年余りが経ち郷里では一角の絵師として認められても、本格的に東京で学びたいという志はいよいよ増した。しかし明治維新の混乱により上京の機会は阻まれた形であったが、明治3年（1870年）に白龍は再び書画商の菊池省三の勧めにより上京、奥原晴湖のもとを訪れ、晴湖の周旋で木戸孝允らの知遇を得る。
明治10年（1877年）の第1回内国勧業博覧会に「浅絳の山水」を出品、褒状を受け、秋田、山形で次々に開かれる勧業博覧会にも出品した。明治天皇の東北巡幸の際、山形で「栗嶺奇観十二景」を献納した。また、何度となく片道9日間の道のりの郷里と東京間を歩いていた白龍は明治17年（1884年）に初めて東京に居を定めた。明治15年（1882年）の内国絵画共進会の南画部門第三区に「嵐山春景」、「山水」、「花卉」を出品、無賞であったため、明治17年（1884年）の第2回内国絵画共進会には流派を変えて山水2点を第七区に出品、銅賞を受けた。注目すべきは明治18年（1885年）に中村楼で開かれた第1回鑑画会大会に出品していることで白龍の南画家としては特異な位置が知られる。上京してからは居を日本橋に定め、9月に渡辺小華らと「東洋絵画会」を結成、機関誌『東洋絵画叢誌』を発行、美術雑誌の嚆矢といえるこの月刊誌はその後、東陽堂の吾妻健三郎が引き継ぐこととなるが、白龍の発議で誌名から東洋の字を省いて「絵画叢誌」とし、以降も編集にあたった。このころから白龍は全国各地で盛んに開催された絵画共進会に積極的に参加し、東洋絵画共進会では審査員も務め、金賞や銅賞を受ける。一方、岡倉天心は東洋絵画共進会を痛烈に批判、アーネスト・フェノロサらと新しい美術運動を展開し始めるが、白龍はそうした新時代の潮流を真摯に受け止め、フェノロサが指摘した陰影と色彩の調和に腐心、西洋派の空間構成を取り入れようと研究を始めた。そして「見ぬ物を描くは偽りである」と主張して、当時の多くの南画家が中国人の糟粕を嘗めるを嫌い、全く独自の画境を開拓していった。明治22年（1889年）、日光で遊歴画家をしていた寺崎広業を東京に伴い、『絵画叢誌』に挿絵を描かせるなどして次代を担う青年画家を育成した。
明治29年（1896年）、天心は日本画壇の革新派の総帥として日本絵画協会を組織するが、白龍はその第1回から参加、第2回展には天心から川端玉章、橋本雅邦、山名貫義とともに四人の審査官の一人に推挙された。南画界からの審査員登用は極めて異例のことで、天心の慧眼を物語るものであった。同年、書家でもあり草書を得意とした白龍は『草書千字文』を刊行、この時使用した石版30枚（個人蔵）が長井市指定文化財になっている。明治30年（1897年）春の日本絵画協会第2回絵画共進会には「桜花富岳図」を、同年秋の日本絵画協会第3回絵画共進会には「花卉図」、「秋景山水」、「水墨山水」の3点を審査員として出品した。白龍は平生、弟子に「展覧会の寄稿や席上画の応援といって利己の為に人を苦しめるのは罪悪だ」と言って、生涯自分の画会は開かなかった。明治31年（1898年）2月、猪瀬東寧らとともに「日本画会」を創立、日本美術協会から名誉賞牌を受けた。晩春には食道癌が悪化、死の一週間前に広業に自らの衣冠姿の肖像画（個人蔵）を描かせたのを最後に、明治31年（1898年）5月24日、神田駿河台坂町にて65歳で没した。画論に『白龍瑣談』がある。弟子に寺崎広業、新井洞巌、渡辺白民、白龍の油彩肖像画を描いた深田憲治などがいる。

## 作品
| 作品名                 | 技法         | 形状・員数 | 寸法（縦x横cm）                           | 所有者                       | 年代                 | 落款           | 印章        | 備考 |
| ---------------------- | ------------ | ---------- | ----------------------------------------- | ---------------------------- | -------------------- | -------------- | ----------- | --- |
| 蘇公出遊図             | 絹本淡彩     | 1幅        | 84.7x35.3                                 | 長井市立図書館               | 1871年（明治4年）    |                |             | |
| 松林山水図             | 紙本墨画     | 1幅        | 178.8x49.0                                | 長井市立図書館               | 1874年（明治7年）    |                |             | |
| 山水図                 | 紙本墨画淡彩 | 1幅        |                                           | 宮内庁                       | 1876年（明治9年）    |                |             | |
| 老梅図                 | 紙本墨画     | 1幅        | 153.9x92.6                                | 山形美術館                   | 1884年（明治14年）頃 |                | 白文方印2夥 | |
| 瀧の図                 | 紙本淡彩     | 1幅        | 38.0x50.0                                 | 長井市立図書館               | 1887年（明治20年）   | 「白龍山人模」 | 白文円印    | 西洋画の模写 |
| 風雨山水図屏風         | 紙本墨画     | 二曲一双   | 161.5x159.0（各）                         | 慈光明院                     | 1891年（明治24年）   |                |             | |
| 春夏秋山水図           | 絹本著色     | 3幅対      | 126.6x35.3                                | 長井市                       | 1895年（明治28年）   |                | 白文方印2夥 | 長井市指定文化財 |
| 黄金井春霽・日光瀑布図 | 絹本著色     | 額装1面    | 黄金井春霽：50.0x44.5 日光瀑布：60.0x44.5 | 個人                         | 1897年（明治30年）   |                |             | 長井市指定文化財。翌年のシカゴ博覧会に出品したともされる。 |
| 三貂嶺進撃之図         | 絹本著色     | 1幅        | 170.7x84.3                                | 姥神大神宮                   | 1897年（明治30年）   |                |             | 尾形月耕筆「威海衛海戦之図」と対幅。江差町の篤志家が、我が郷土からも兵を送り名誉の戦死を遂げた記念に画幅を姥神大神宮に奉納したい、との依頼され制作。白龍は陸と海の対幅にしようと他の依頼を差し置いて取材に専念、まず「三貂嶺進撃之図」を完成させた。しかし病が重くなり、月耕に草稿と下絵を託して亡くなった。 |
| 近江八景・金沢八景図   | 紙本淡彩     | 六曲一双   | 190.0x398.0（各）                         | 個人（米沢市上杉博物館寄託） | 不詳                 |                |             | 山形県指定文化財 |